# Pfarrhaus (Peiting)

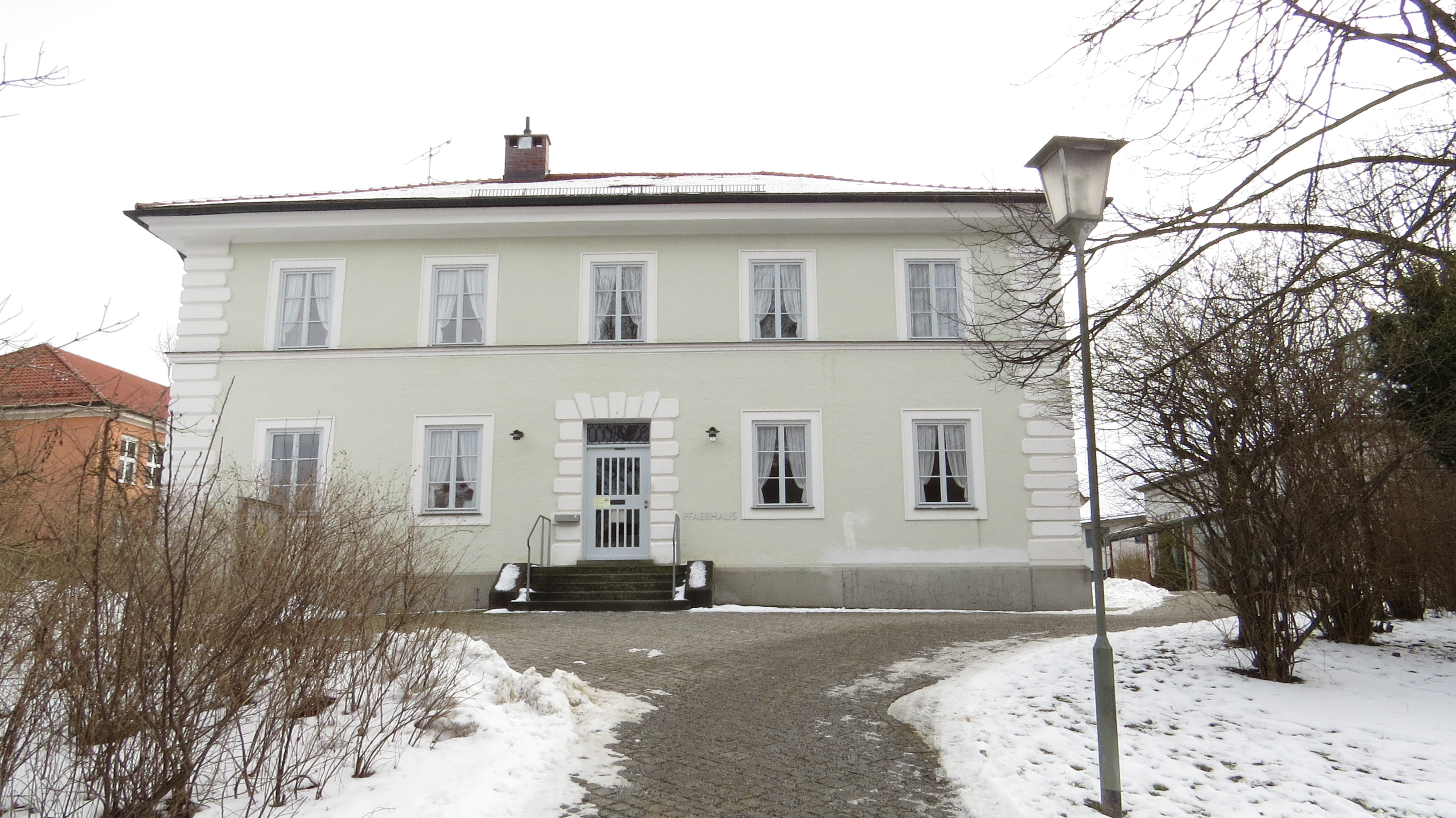
Pfarrhaus in Peiting

Das katholische Pfarrhaus in Peiting, einer Gemeinde im oberbayerischen Landkreis Weilheim-Schongau, wurde 1832 errichtet. Das Pfarrhaus am Pfarrweg 1 ist ein geschütztes Baudenkmal. 
Das zweigeschossige Gebäude besitzt ein flaches Walmdach und Eckquaderung.